# Giro d'Italia de 1933
Giro d'Italia 1933 foi a vigésima primeira edição da prova ciclística Giro d'Italia (Corsa Rosa), realizada entre os dias 6 e 28 de maio de 1933.
A competição foi realizada em 17 etapas com um total de 3.343 km.
O vencedor foi o ciclista Alfredo Binda. Largaram 97 competidores cruzaram a linha de chegada 51 corredores.